# Clavos de fundación hurritas
Los clavos de fundación hurritas, también conocidos como leones de Urkesh, son dos clavos de fundación de cobre gemelos en forma de león que probablemente provienen de la antigua ciudad de Urkesh (actual Tell Mozan) en Siria. Los clavos se colocaron en los cimientos del templo de Nergal en la ciudad de Urkesh como se menciona en sus inscripciones cuneiformes. La inscripción en los dos clavos impresa en una tablilla de piedra es el más antiguo texto en idioma hurrita conocido. En la actualidad, uno de los leones se halla, junto con su tableta de piedra caliza, en el Museo del Louvre de París. El segundo león está expuesto en el Museo Metropolitano de Arte de Nueva York.

## Descripción
Los clavos de fundación datan del período acadio (2300-2159 a. C.). Durante su construcción, estos se colocaron en los cimientos del templo de Nergal, el dios del inframundo. Los clavos fueron depositados para proteger y preservar el templo y al príncipe hurrita de Urkesh, Tish-atal, que lo dedicó. La parte superior de las figuras representa un león rugiendo con las patas delanteras estiradas hacia adelante, mientras que la parte inferior termina en un clavo grueso. El león coloca las patas sobre una placa de cobre con inscripciones cuneiformes. La placa de cobre y los clavos del león se hicieron por separado y luego se unieron. El uso de figuras de leones como símbolo de fuerza y protección fue algo común en la antigua Mesopotamia, pero los leones de Urkesh son únicos en su uso como clavos de fundación.

### León del Museo del Louvre y tablilla
El león exhibido en el museo del Louvre mide 12.2 cm × 8.5 cm, mientras que la placa que lo acompaña mide 8.5 cm de ancho. La inscripción en la placa de cobre fue borrada en gran parte por el tiempo, pero las partes legibles confirman que es una copia de la inscripción cuneiforme encontradas en la tablilla de piedra. La tablilla blanca de piedra caliza, que se adosa debajo de la placa de cobre y mide 10 cm × 9 cm, lleva la siguiente inscripción: 

«Tishatal, rey de Urkesh, ha construido un templo para el dios Nergal. Que el dios Nubadag declare este templo. Que Nubadag destruya a quien quiera que busque destruirlo; que su dios no escuche sus oraciones. Que la señora de Nagar, [el dios del sol] Shimiga, y el dios de la tormenta [maldigan 10 000 veces a quien lo trate de destruir]».

La inscripción es el texto escrito más antiguo conocido en idioma hurrita. La tablilla de piedra fue enterrada junto con el clavo metálico según lo demuestran las huellas de óxido de cobre y las impresiones vertidas en el óxido de la placa de cobre.

### León del Museo Metropolitano de Nueva York

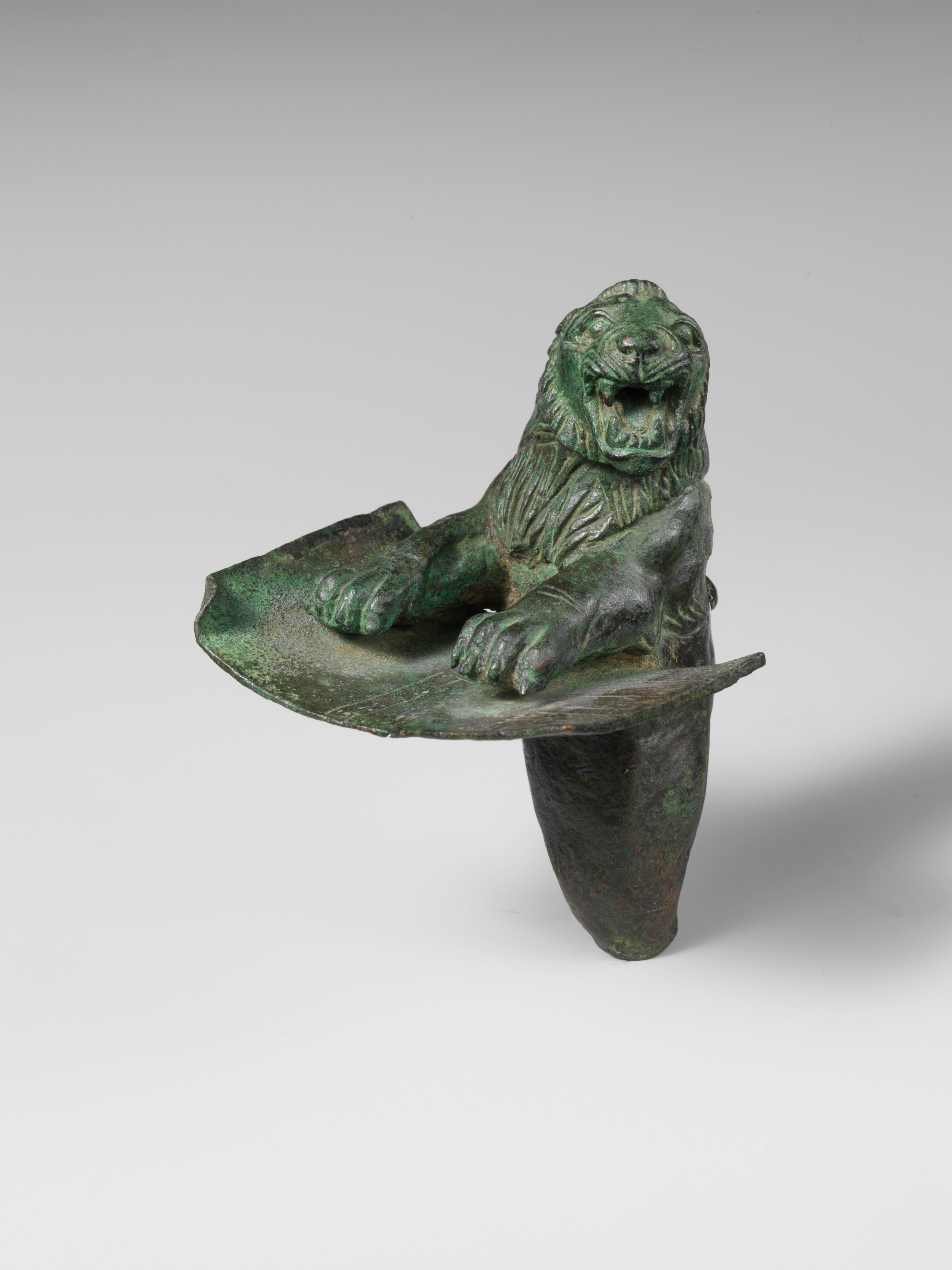
Clavo de fundación con forma de parte anterior de león, Museo Metropolitano de Arte de Nueva York.

El león exhibido en el Museo Metropolitano de Arte mide 11.7 × 7.9 cm y, si bien se hizo con un molde distinto del exhibido en el Louvre, se considera estilísticamente similar. La tablilla de cobre todavía tiene vestigios legibles de las inscripciones cuneiformes. Las inscripciones abarcaban catorce líneas. Las líneas 1 al 12 se tallaron verticalmente entre el borde de la placa y la pata delantera izquierda del león. Las líneas 13 y 14 se tallaron horizontalmente entre las dos patas delanteras estiradas del león. Los vestigios legibles parecen confirmar que el texto inscrito también es una copia completa de la inscripción que se encuentra en la tablilla de piedra exhibida en el Museo del Louvre.

## Adquisición
No existen registros arqueológicos de la adquisición de ninguno de los artefactos; por lo tanto, no se puede confirmar el marco original. El león del Museo del Louvre y la tablilla de piedra que lo acompaña fueron adquiridos en 1948 de un comerciante de antigüedades de París. El león del Museo Metropolitano de Arte también fue adquirido en 1948 de un comerciante de antigüedades de Nueva York con fondos del legado de Joseph Pulitzer.